# Кончи (Ленинский район)
Кончи́ (укр. Кончі, крымскотат. Könçi, Коньчи) — исчезнувшее село в Ленинском районе Республики Крым, располагавшееся на северо-западе района и Керченского полуострова, примерно в 2,5 км к северу от современного села Уварово.

## История
Первое документальное упоминание села встречается в Камеральном Описании Крыма… 1784 года, судя по которому, в последний период Крымского ханства Конджи входил в Арабатский кадылык Кефинского каймаканства.
После присоединения Крыма к России (8) 19 апреля 1783 года, (8) 19 февраля 1784 года, именным указом Екатерины II сенату, на территории бывшего Крымского Ханства была образована Таврическая область и деревня была приписана к Левкопольскому, а после ликвидации в 1787 году Левкопольского — к Феодосийскому уезду Таврической области. После Павловских реформ, с 1796 по 1802 год, входила в Акмечетский уезд Новороссийской губернии. По новому административному делению, после создания 8 (20) октября 1802 года Таврической губернии, Кончи был включён в состав Парпачской волости Феодосийского уезда.
По Ведомости о числе селении, названиях оных, в них дворов… состоящих в Феодосийском уезде от 14 октября 1805 года , в деревне Конча-упук числилось 5 дворов и 44 жителя. На военно-топографической карте генерал-майора Мухина 1817 года деревня Кончи обозначена с 5 дворами. После реформы волостного деления 1829 года Конче, согласно «Ведомости о казённых волостях Таврической губернии 1829 года», отнесли к Агерманской волости (переименованной из Парпачской). На карте 1836 года в деревне 6 дворов, а на карте 1842 года Кончи обозначен условным знаком «малая деревня», то есть, менее 5 дворов.
В 1860-х годах, после земской реформы Александра II, деревню приписали к Владиславской волости. Согласно «Памятной книжке Таврической губернии за 1867 год», деревня Кончи была покинута жителями в 1860—1864 годах, в результате эмиграции крымских татар, особенно массовой после Крымской войны 1853—1856 годов, в Турцию и заселена частью русскими из разных мест, а, по «Списку населённых мест Таврической губернии по сведениям 1864 года», составленному по результатам VIII ревизии 1864 года, Кончи — владельческий хутор с 1 двором и 5 жителями при колодцах. На трёхверстовой карте Шуберта 1865—1876 года в деревне Кончи обозначено 2 двора. По «Памятной книге Таврической губернии 1889 года», по результатам Х ревизии 1887 года, в деревне Кончи числилось 4 двора и 21 житель. По «…Памятной книжке Таврической губернии на 1892 год» в деревне Кончи-Кият жителей не числилось. В дальнейшем в доступных источниках не встречается, на картах 1941—1942 года на месте села — безымянные развалины.

На возвышенности, в 200 м от бывшего села, памятный знак на месте гибели 11 мая 1942 года от бомбёжки генерал-лейтенанта Львова В. Н.
- Памятник на месте гибели генерала Львова В. Н. на горе Кончи
- Мемориальная табличка